# Atelidea globosa
Atelidea globosa is een spinnensoort in de taxonomische indeling van de strekspinnen.
Het dier behoort tot het geslacht Atelidea. De wetenschappelijke naam van de soort werd voor het eerst geldig gepubliceerd in 1957 door Yamaguchi.